# Colle Olivo
Colle Olivo ist eine Fraktion (italienisch frazione) der italienischen Gemeinde Ferentillo in der Provinz Terni, Region Umbrien.

## Geografie
Der Ort liegt etwa 2 km östlich des Hauptortes Ferentillo, etwa 15 km nordöstlich der Provinzhauptstadt Terni und etwa 65 km südöstlich der Regionalhauptstadt Perugia. Der Ort liegt bei 466 m s.l.m. und hatte 2011 etwa 120 Einwohner. Nächstgelegene Orte sind Castellone Basso (etwa 500 m östlich gelegen) und Monterivoso (etwa 700 m südwestlich), beide sind ebenfalls Ortsteile von Ferentillo. Colle Olivo liegt am südlichen Fuße des Berges Monte Sant’Angelo (945 m).

## Beschreibung des Ortes
Der Schutzpatron des Ortes ist der Erzengel Michael. Die Kirche San Michele Arcangelo liegt am höchsten Punkt des Ortes. Sie entstand wahrscheinlich im 13. Jahrhundert und gehört zum Erzbistum Spoleto-Norcia. Etwa einen Kilometer nördlich des Ortes nahe des Gipfels des Monte San Michele liegt die Einsiedelei Eremo di San Michele.

## Bilder

Bilder von Colle Olivo
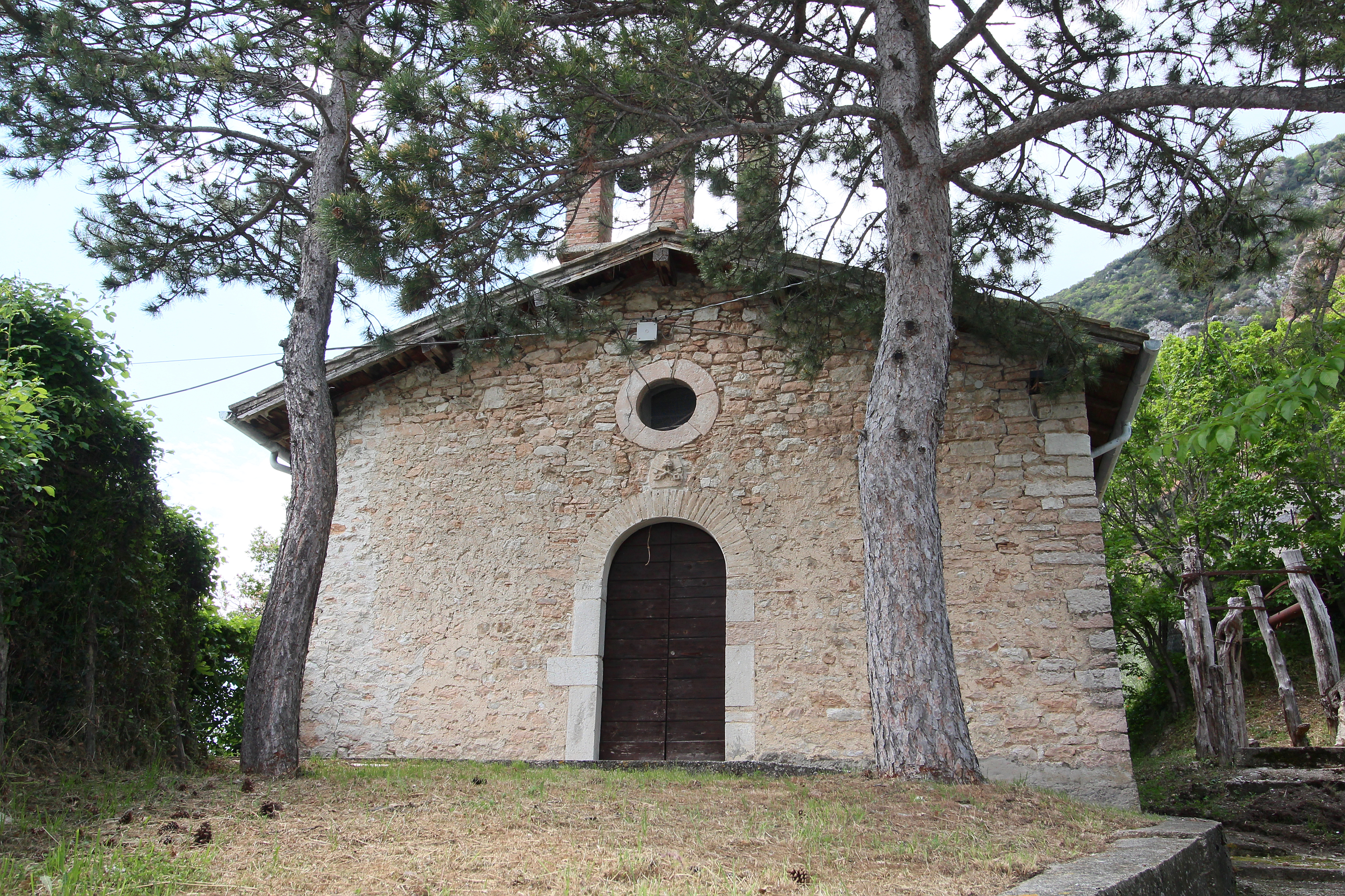
Die Kirche San Michele Arcangelo
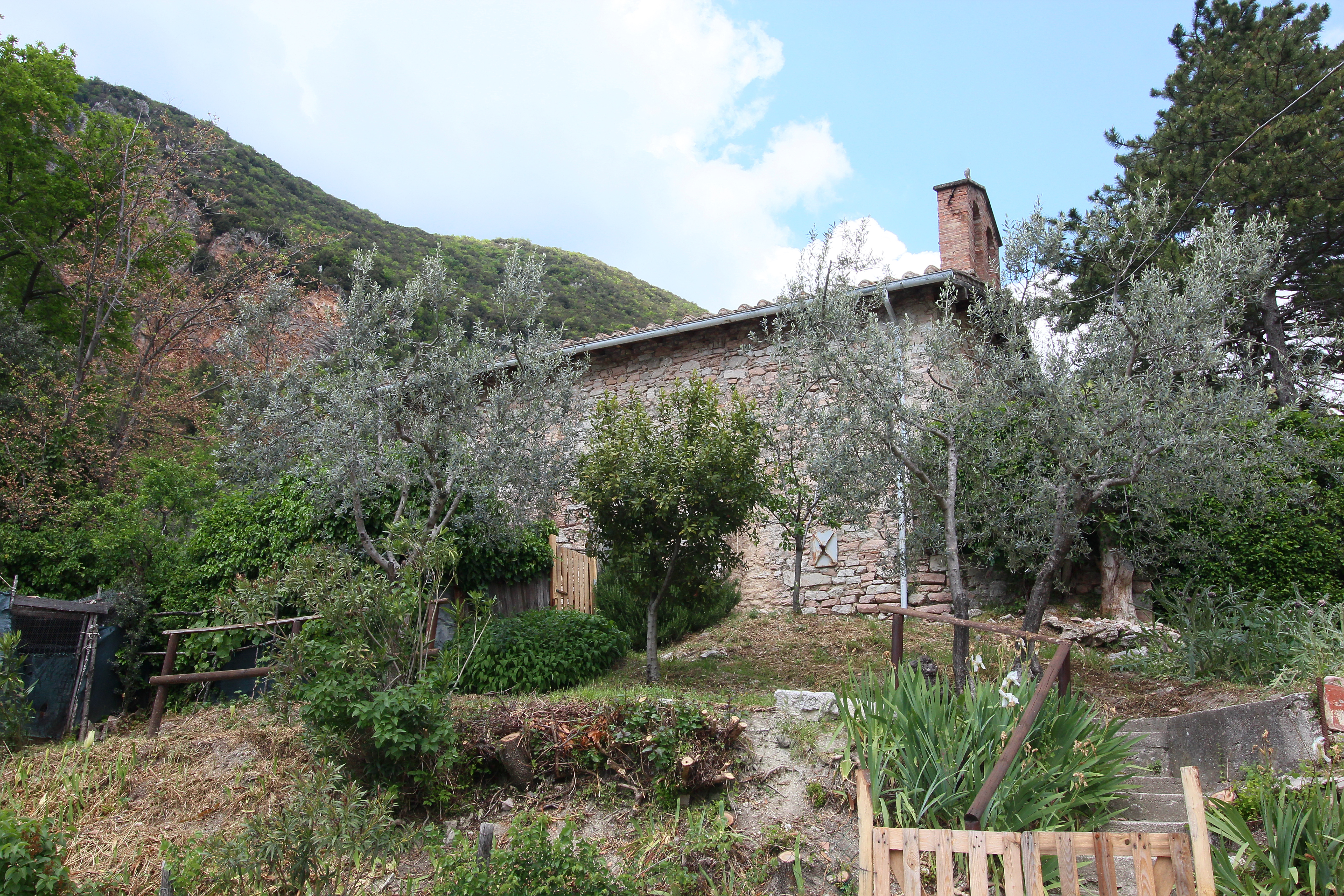
San Michele Arcangelo
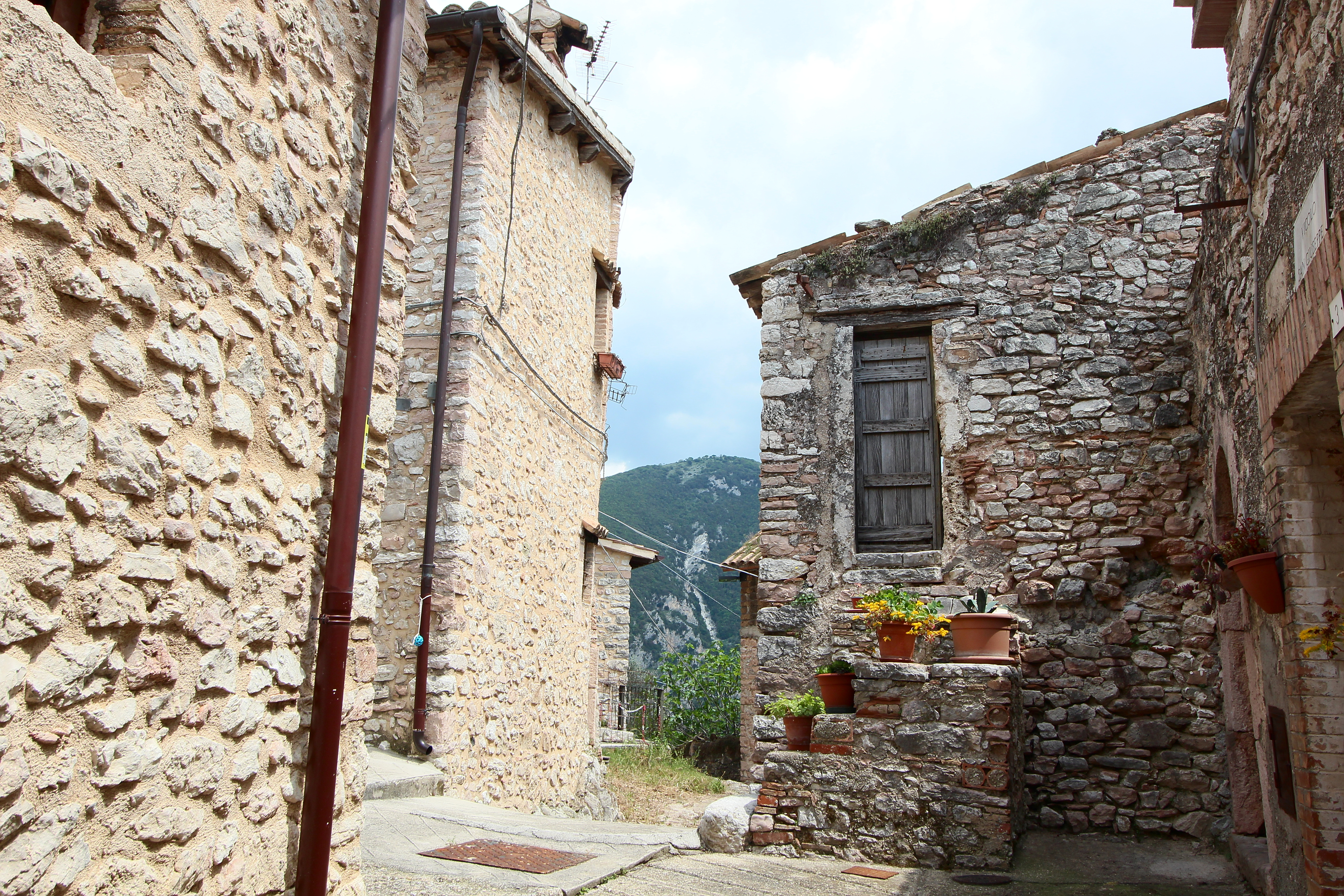
Borgo
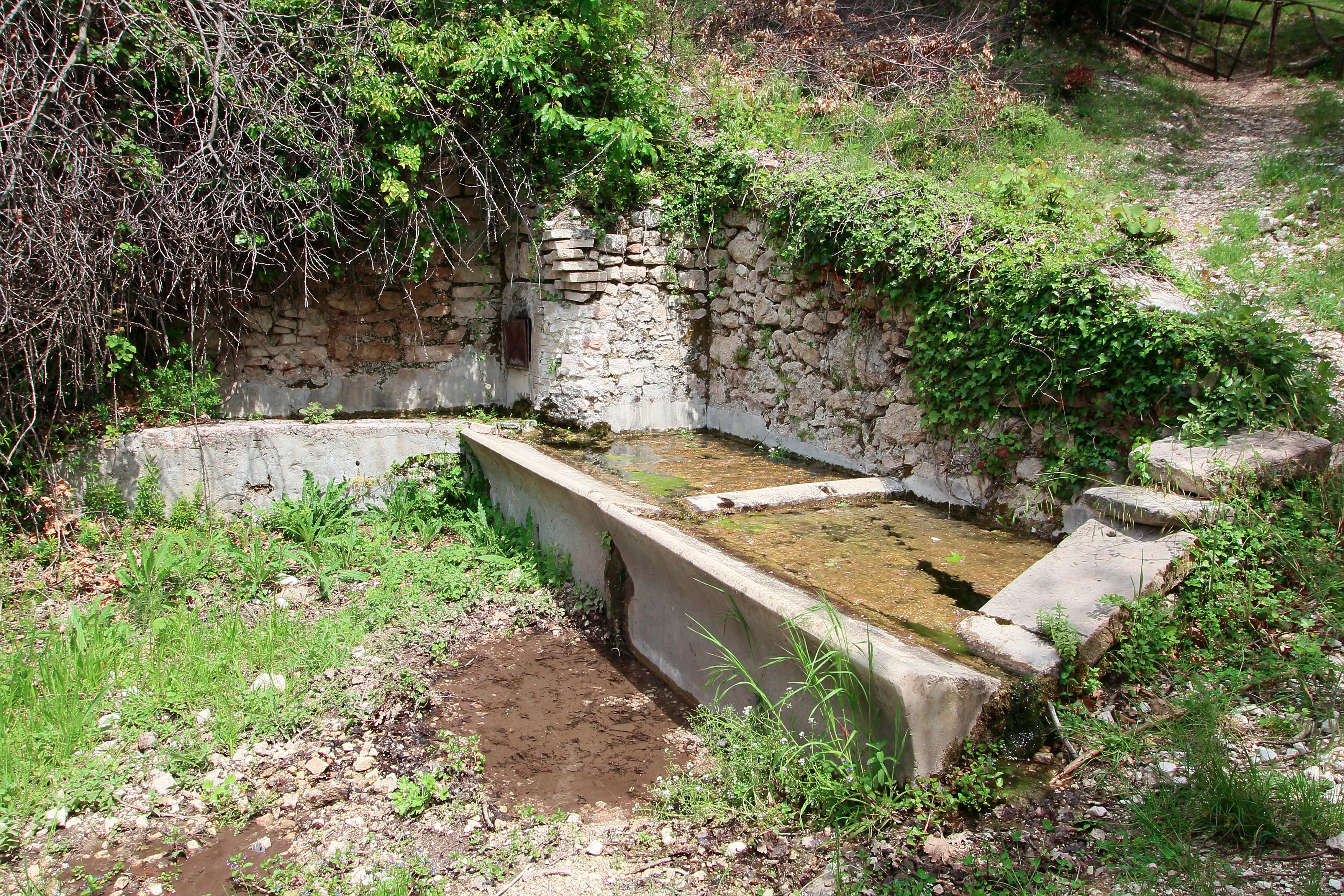
Der Brunnen des Ortes